# Volkswille (1945–1946)
Volkswille war die Zeitung der KPD in der Provinz Brandenburg von 1945 bis 1946.

## Geschichte
Am 15. September 1945 erschien die erste Ausgabe des Volkswillens als erste Regionalzeitung in Brandenburg nach Kriegsende. (Die SPD-Zeitung Der Märker durfte erst danach gegründet werden.) Sie erschien zunächst wöchentlich, die Redaktion war in Berlin in der Wallstraße. Die Auflage lag zuerst bei 100.000 Exemplaren und wurde bald verdoppelt, sie lag wesentlich höher als für Regionalzeitungen anderer Parteien.
Die Zeitung berichtete vor allem über regionale Nachrichten und offizielle Bekanntmachungen.
Seit Anfang Dezember 1945 erschien der Volkswille zweimal wöchentlich, kurz darauf dann dreimal wöchentlich. Seit dem 8. April 1946 war er ein Organ der Sozialistischen Einheitspartei Deutschlands in der Provinz Brandenburg.
Am 17. April 1946 erschien die letzte Ausgabe. Seit dem 18. April gab es die Märkische Volksstimme, in der die Redaktionen des Volkswillens und der ehemaligen SPD-Zeitung Der Märker zusammengelegt wurden. In deren Redaktionsleitung dominierten dann die ehemaligen KPD-Redakteure.

## Persönlichkeiten
Chefredakteure
- Walter Franze (1903–1971), seit Oktober 1945